# Kazimierz Rogiński

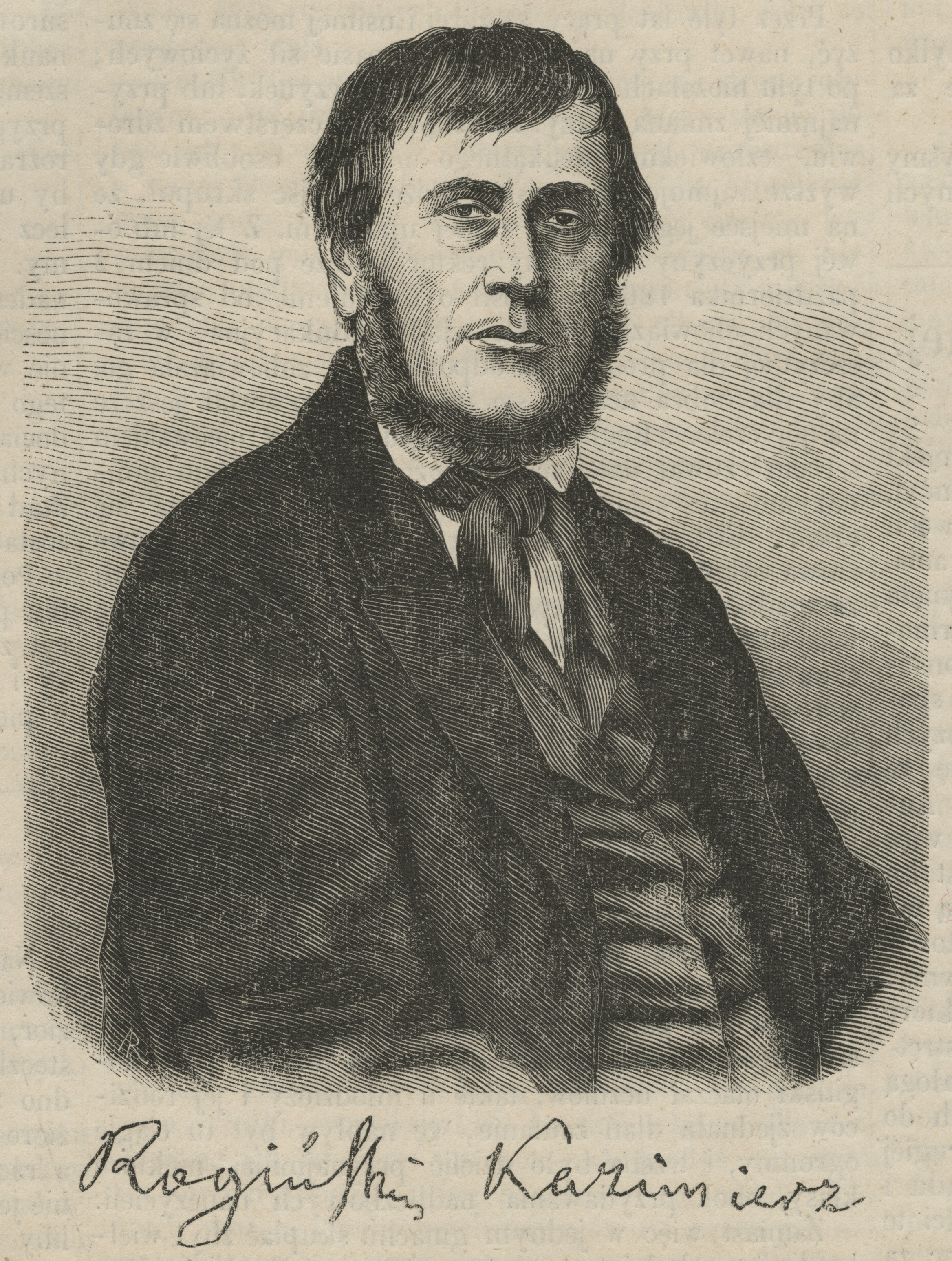

Kazimierz Rogiński (ur. 1804, zm. 1878) – polski nauczyciel, encyklopedysta  .

## Życiorys
Kazimierz Rogiński był nauczycielem Szkoły Wojewódzkiej Praktyczno-Pedagogicznej na Lesznie w Warszawie mieszczącej się od 1828 roku do końca XIX wieku w Pałacu Działyńskich, której rektorem był Tomasz Dziekoński. Wraz z Józefem Palickim został również opiekunem pensji utworzonej przy szkole.
Był również encyklopedystą piszącym hasła do 28 tomowej Encyklopedii Powszechnej Orgelbranda z lat 1859-1868. Jego nazwisko wymienione jest w I tomie z 1859 roku na liście twórców zawartości tej encyklopedii .